# Sobradelo da Goma
Sobradelo da Goma es una freguesia portuguesa del concelho de Póvoa de Lanhoso, con 10,23 km² de superficie y 1.105 habitantes (2001). Su densidad de población es de 108,0 hab/km².